# Infected (HammerFall)
Infected è l'ottavo album del gruppo musicale svedese HammerFall, pubblicato il 23 maggio 2011 dall'etichetta discografica Nuclear Blast.
Il primo singolo estratto che anticipa l'uscita dell'album è One Tore Time.
Send Me a Sign altro non è che una cover in lingua inglese della ballata Hol Van a Szó dei Pokolgép, gruppo musicale ungherese.

## Tracce
1. Patient Zero
2. B.Y.H. (Bang Your Head)
3. One More Time
4. The Outlaw
5. Send Me a Sign
6. Dia De Los Muertos
7. I Refuse
8. 666 - The Enemy Within
9. Immortalized
10. Let's Get It On
11. Redemption

## Formazione
- Joacim Cans - voce
- Oscar Dronjak - chitarra ritmica, voce addizionale
- Pontus Norgren - chitarra solista, voce addizionale
- Fredrik Larsson - basso, voce addizionale
- Anders Johansson - batteria